# Kampen
Kampen este o comună și o localitate în provincia Overijssel, Țările de Jos. 

## Localități componente
Grafhorst, 's-Heerenbroek, IJsselmuiden, Kampen, Kamperveen, Wilsum, Zalk.